# Gefapixant
Gefapixant ist ein Arzneistoff zur Dämpfung von chronischem Husten. Der Wirkstoff hemmt purinerge Rezeptoren der Klasse P2X3, die Nervensignale modulieren und eine Rolle spielen bei Erkrankungen mit übersteigerter Reaktionsbereitschaft wie beispielsweise einer Überempfindlichkeit der Atemwege (bronchiale Hyperreagibilität).
Gefapixant wurde im Januar 2022 unter dem Namen Lyfnua (MSD) in Japan zur Behandlung des chronisch-refraktären (CRC) oder des chronischen Hustens ohne erklärbare Ursache (unexplained chronic cough, UCC) bei Erwachsenen zugelassen. Es ist der erste Vertreter der Substanzklasse der P2X-Antagonisten (first-in-class) und wird oral angewendet. Die amerikanische Arzneimittelbehörde FDA lehnte die Zulassung im Januar 2022 erst einmal ab. Im September 2023 erfolgte die Zulassung für die EU.
Schätzungen zufolge leiden rund 4 % bis 10 % der Erwachsenen weltweit an chronischem Husten unklarer Genese.
Arzneilich wird der Wirkstoff als Gefapixantcitrat (MK-7264, Salz der Citronensäure) eingesetzt. Es ist ein weißes bis blassgelbes Pulver, das in Methanol wenig, in Wasser schwer und in Ethanol (99,5 %) sehr schwer löslich ist.